# 結綿

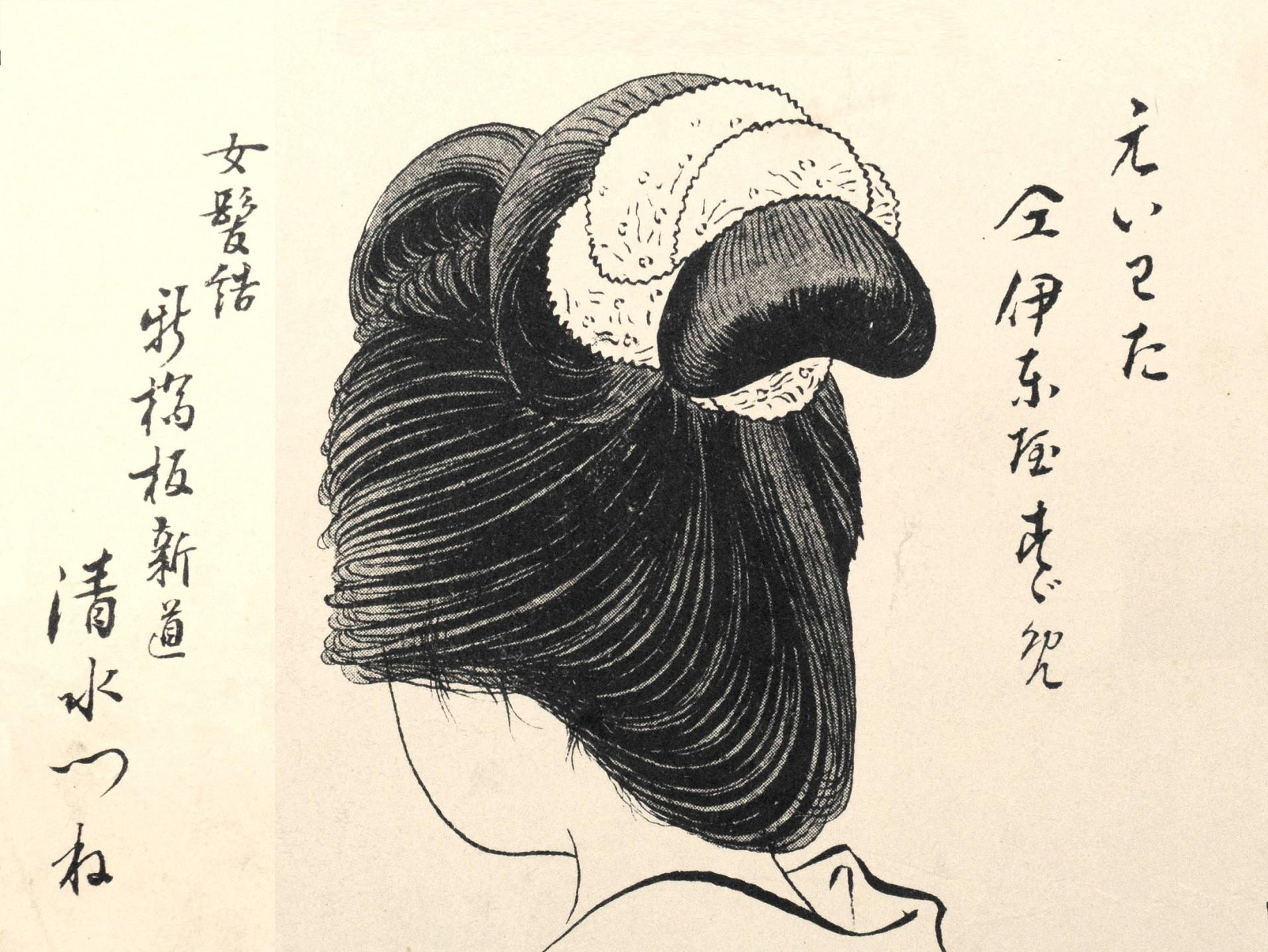
結綿
1902年（明治35年）の新橋芸者の例

結綿（ゆいわた）は、日本髪の島田髷の一種。江戸時代後期からの髪形で、つぶし島田の髷の部分に髷かけとして緋色の鹿の子絞りの縮緬をかけたもの。名前は真綿を束ねたもの（結綿）に似ることに由来する。主に未婚の若い女性が結う:272。別表記：結い綿、結ひ綿、ゆひ綿。

## 概要
「つぶし島田」という、元結の部分が凹んだ島田髷の一種に鹿の子絞りの緋縮緬の手絡（てがら）（別称：髷かけ、わげくくり）をかけたもので、髷の形自体はつぶし島田と変わらないが、手柄の赤が目立つ若く華やいだ印象の髪形である。
日本髪に使われる手絡／髷かけは、時代、身分、年齢によって様々であるが、天保（1830年-1844年）末頃までの江戸では緋縮緬をかけることが盛んに行われた。京阪ではこれを髻（もとどり）と髷にかけ、それを「結綿」と呼んだ:271。結綿は江戸後期には町娘、芸者、遊芸の師匠などにも結われたが、江戸末期から近代にかけては主として若い娘、特に下町娘と呼ばれる人々に好まれたとされる:272。
1902年（明治35年）の東京の髪結いの談話に、“半玉から一本にといふ水離れ際に極く好い髪型で、可愛いらしく娘柄（むすめがら）を見せまする、素人の処でも十五六の時は至極好いものです、新橋では中々流行ます”:1とあり、明治後期でも半玉の若い芸者や町娘ら、10代半ばから後半の女性に結われていたらしいことがわかる。
現在でも二月の節分行事「おばけ」（一種の仮装行列）で京都の舞妓たちが結い変える人気の髷のひとつでもある。元結の上に赤い鹿の子の縮緬の手絡を結びつけ、平打ち簪や花簪、飾り櫛などで少女らしく華やかに装う。

## 結い方
島田髷と基本的に変わらない。
まず前髪をふっくらと、心持ち張り出しながら布紐でまとめて後ろにやる。鬢（びん）は自然に丸みを帯びて張り出させ（舞妓の場合は町娘より大きく張り出す）後ろ髪を後頭部で高く一つ括りにし、前に一度折り返す（このとき髷の根を高く上げると、仰々しい武家風の髷になるので「つぶし島田」といって町人は低くとる方が粋）。
そのままもう一度後ろに折り返して元結をかけ、手絡を上からくくりつける。髱（たぼ／つと）は張り出さずに自然にまとめる。
全体的にやわらかい丸みを帯びた、いかにも京の町娘らしいかわいらしい印象の髷になる。